# Pseudophacidium gaeumannii
Pseudophacidium gaeumannii är en svampart som beskrevs av E. Müll. 1963. Pseudophacidium gaeumannii ingår i släktet Pseudophacidium och familjen Ascodichaenaceae.   Inga underarter finns listade i Catalogue of Life.